# Lepeophtheirus hippoglossi
Lepeophtheirus hippoglossi is een eenoogkreeftjessoort uit de familie van de Caligidae. De wetenschappelijke naam van de soort is voor het eerst geldig gepubliceerd in 1837 door Krøyer.